# Pâte feuilletée
Cet article possède un paronyme, voir Hubert de la Pâte Feuilletée.
Pour les articles homonymes, voir Feuilletage (homonymie).

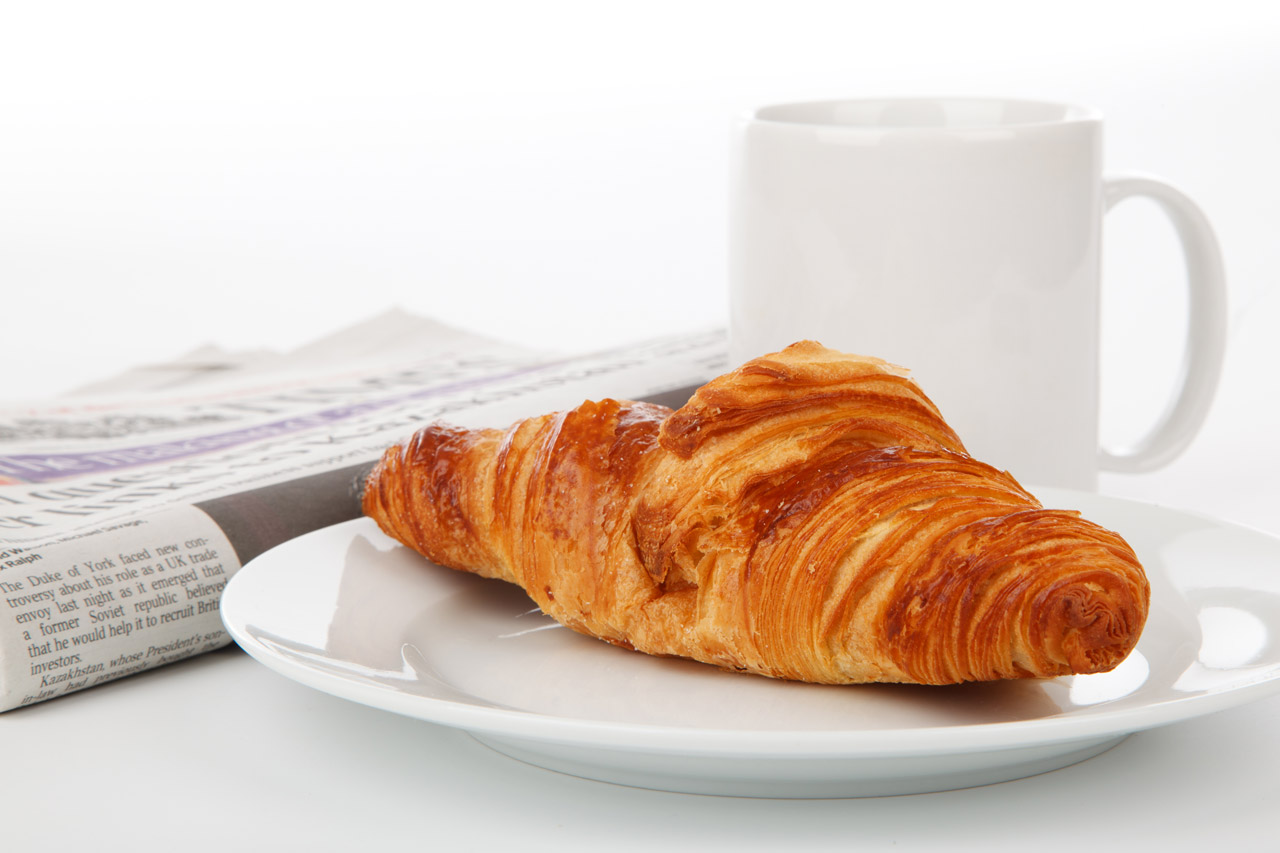
Journal, café et son croissant, viennoiseries en pâte feuilletée levée.

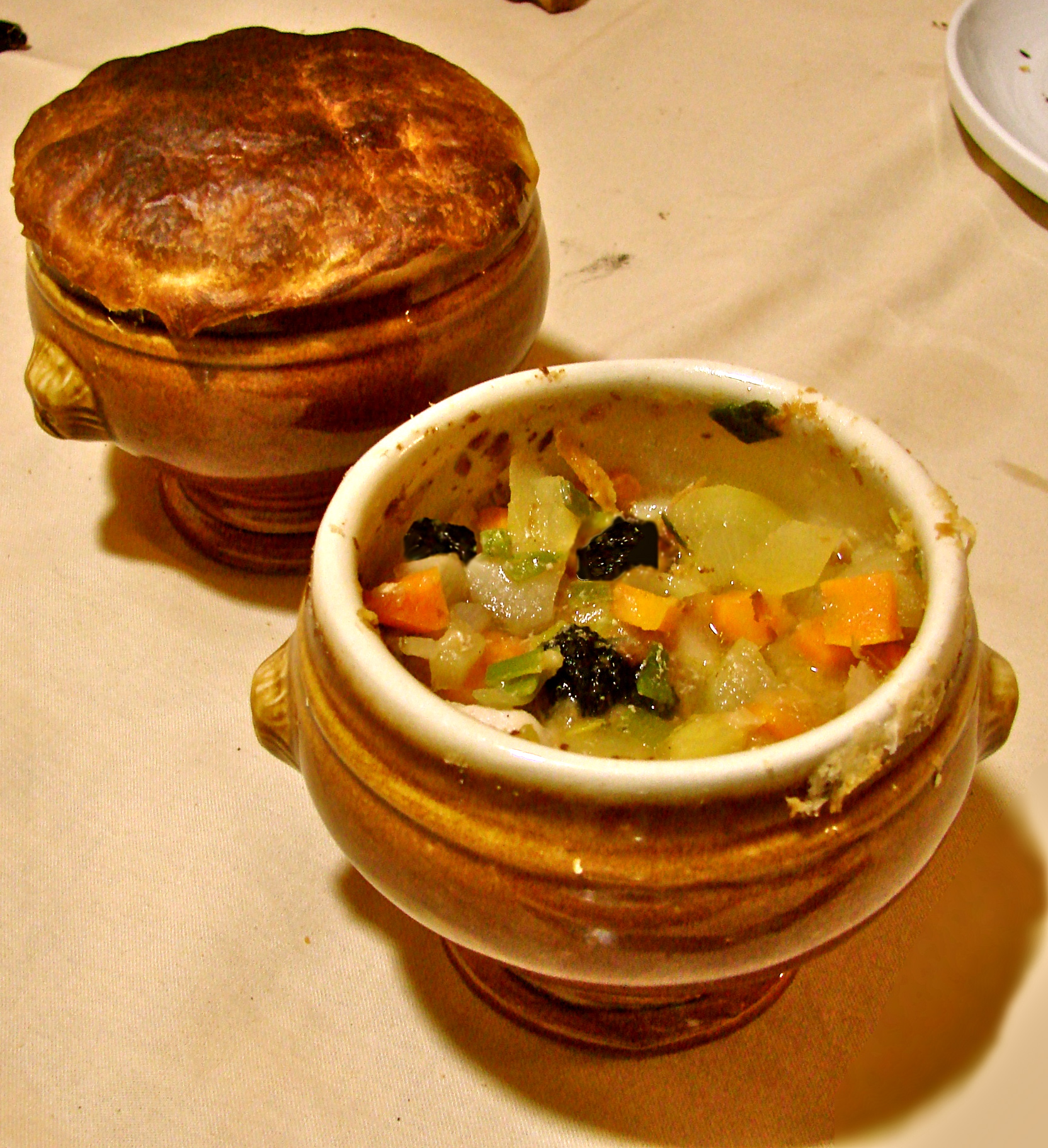
Soupe aux truffes noires VGE et son chapeau feuilleté, recette de Paul Bocuse.

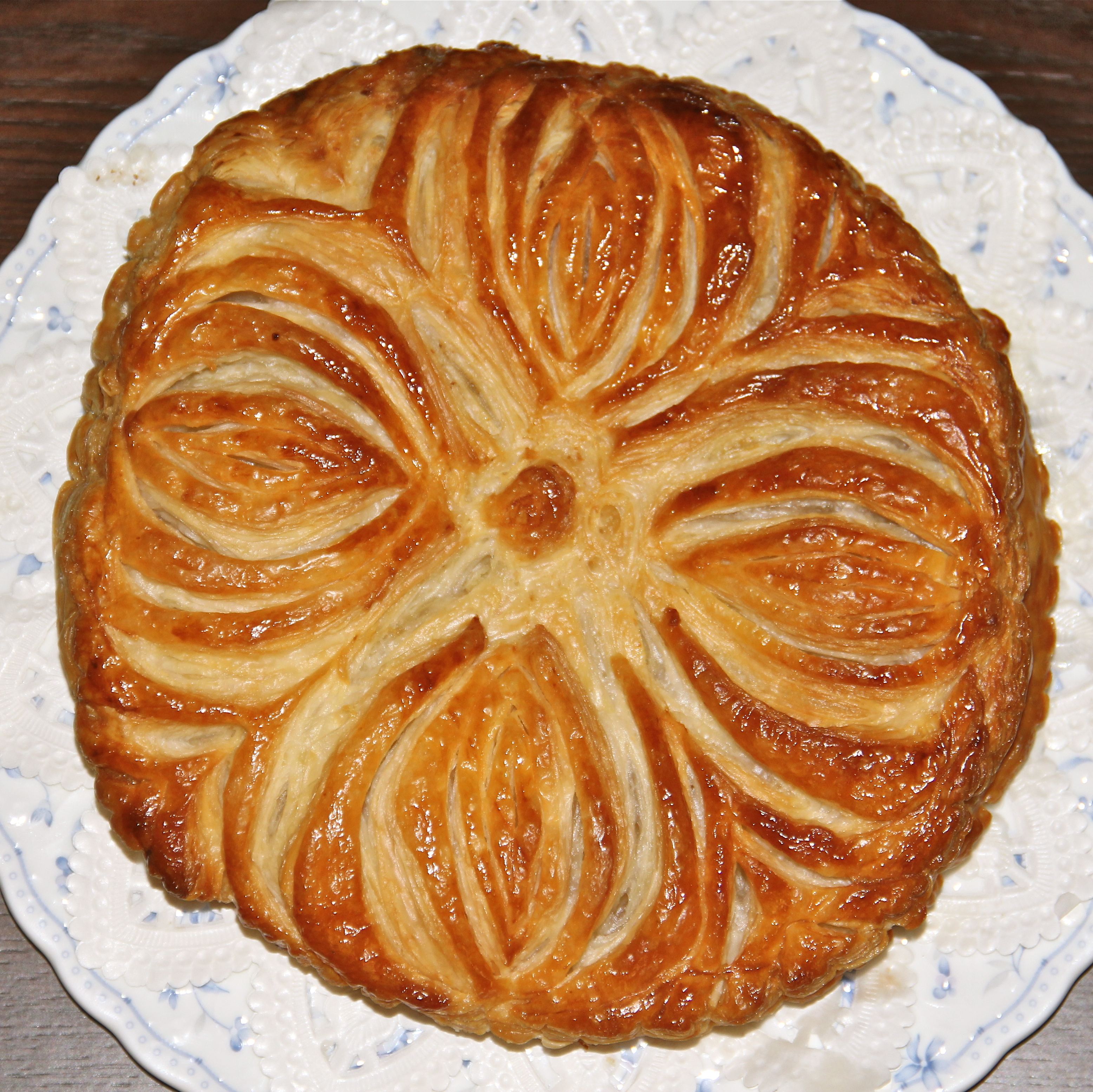
Galette des rois, pâte feuilletée et frangipane.

La pâte feuilletée, ou feuilletage, est un type de pâte obtenue par abaissage et pliages successifs de couches alternant une pâte basique (farine, eau et sel) et une matière grasse (huile, margarine ou beurre), technique culinaire dite de la pâte tourée. Après cuisson, cette pâte croustillante et légère est utilisée aussi bien en viennoiserie (croissants, palmiers, chaussons aux pommes… ), pâtisserie (mille-feuille, galette… ), qu'en charcuterie pâtissière (bouchée à la reine, tourtes, friand…).

## Histoire
La pâte feuilletée moderne, utilisée aujourd'hui dans la cuisine européenne, a été inventée en France. La plus vieille recette de pâte feuilletée en France a été écrite dans un document d'église par l'évêque Robert d'Amiens en 1311. Cependant, la première recette utilisant la technique du tourage (l'action de mettre un morceau de beurre au milieu de la pâte et de replier cette dernière plusieurs fois sur elle-même) a été publiée en 1651 par François Pierre de La Varenne dans le Cuisinier français. Mais on considère que l'invention de cette technique nous vient du célèbre peintre Claude Gellée qui l'utilisa en 1612 quand il était apprenti boulanger. L'histoire raconte que Lorrain préparait un type de pain très beurré pour son père malade, et que le processus consistant à rouler le beurre dans la pâte à pain a créé un produit fini ressemblant à un croissant. 
La recette moderne de la pâte feuilletée a ensuite éte perfectionnée par le chef M.Feuillet et Antonin Carême. 
Le feuilletage (réalisé à l'huile) était utilisé par les Grecs et les Arabes. Cependant, ce feuilletage était réalisé « feuille à feuille », par simple superposition de couches successives de pâtes et de matière grasse.
On trouve également mention de la pâte feuilletée, réalisée feuille à feuille selon la technique arabe, dans le livre de recettes espagnol Libro del arte de cozina (Livre sur l'art de la cuisine) écrit par Domingo Hernández de Maceras et publié en 1607. Maceras, chef cuisinier dans l'un des collèges de l'université de Salamanque, distinguait déjà les recettes de pâte feuilletée garnie des tartes feuilletées, et mentionne même des préparations au levain. Francisco Martínez Motiño, chef de cuisine de Philippe II d'Espagne (1527-1598), a également donné plusieurs recettes de pâte feuilletée dans son Arte de cocina, pastelería, bizcochería y conservería (Arts culinaires, confiserie, boulangerie et conserverie) publié en 1611. Dans ce livre, la pâte feuilletée est abondamment utilisée, notamment pour réaliser des pâtés de gibier salés. Dans son roman El Buscón (publié en 1626 mais écrit en 1604), l'écrivain espagnol Francisco de Quevedo suggère de manière caustique que les tartes feuilletées vendues à l'auberge d'un certain Simón de Paredes à Madrid étaient frelatées avec de la chair humaine.

## Technique
La pâte feuilletée est réalisée à partir d'une détrempe composée de farine, de sel et d'eau. Des produits d'addition peuvent être ajoutés à des fins technologiques ou pour optimiser la conservation du produit. Le type de mélange couramment réalisé est un pétrissage qui assure la répartition homogène et uniforme des constituants et l'obtention d'une masse. Des mouvements mécaniques de fraseurs dans une cuve mélange permettent une structuration de la pâte, son réseau de gluten est notamment formé.
Après un certain temps de repos, cette pâte est abaissée par le biais d'un processus de laminage qui consiste en l'utilisation de rouleaux en rotation en sens inverse qui exercent une pression sur celle-ci. Leur écartement est progressif afin d'éviter d'éventuels déchirements,,. L'épaisseur de la pâte étant alors diminuée, on y étale alors de la matière grasse (généralement du beurre sec dit de tourage, mais parfois de la margarine ou de l'huile), avant de replier la pâte, la pivoter et recommencer l'opération (abaisser, plier, tourner) plusieurs fois (classiquement six), en faisant reposer la pâte au réfrigérateur entre chaque opération, appelée « tour », pour que la pâte perde son élasticité et que la matière grasse durcisse. C'est cette opération dite de « tourage » qui permet d'obtenir un nombre important de couches, par rapport à la pâte « feuille à feuille » classique, donnant ainsi une pâte plus légère.
Le nombre de feuilles de la pâte feuilletée {\displaystyle f} peut ainsi se déduire de {\displaystyle f=b+1} où  {\displaystyle b}, le nombre de couches de beurre, se calcule par la formule {\displaystyle b=(p+1)^{n}}, {\displaystyle p} étant le nombre de plis effectués à chaque tour, et {\displaystyle n} le nombre de tours réalisés.
Ainsi, dans la recette classique, en réalisant six tours (chacun obtenu en pliant la pâte en trois à l'aide de deux plis, c'est-à-dire selon un pli roulé), on obtient {\displaystyle b=(2+1)^{6}} soit 729 couches de beurre et donc 730 feuillets de pâte.
Lors de la cuisson, la chaleur du four engendre  une évaporation de l’eau sous forme de chaleur dirigée vers le sommet de la pâte. Cette vapeur d'eau exerce une pression sur les différentes couches de matière grasse qui sont imperméables. La rétention gazeuse provoquée permet le développement du feuilletage et ainsi l'acquisition du volume final requis par gonflement des feuillets. À la fin du cycle de cuisson, la matière grasse est absorbée par la pâte et le caractère moelleux de la pâte est alors renforcé.

## Variantes

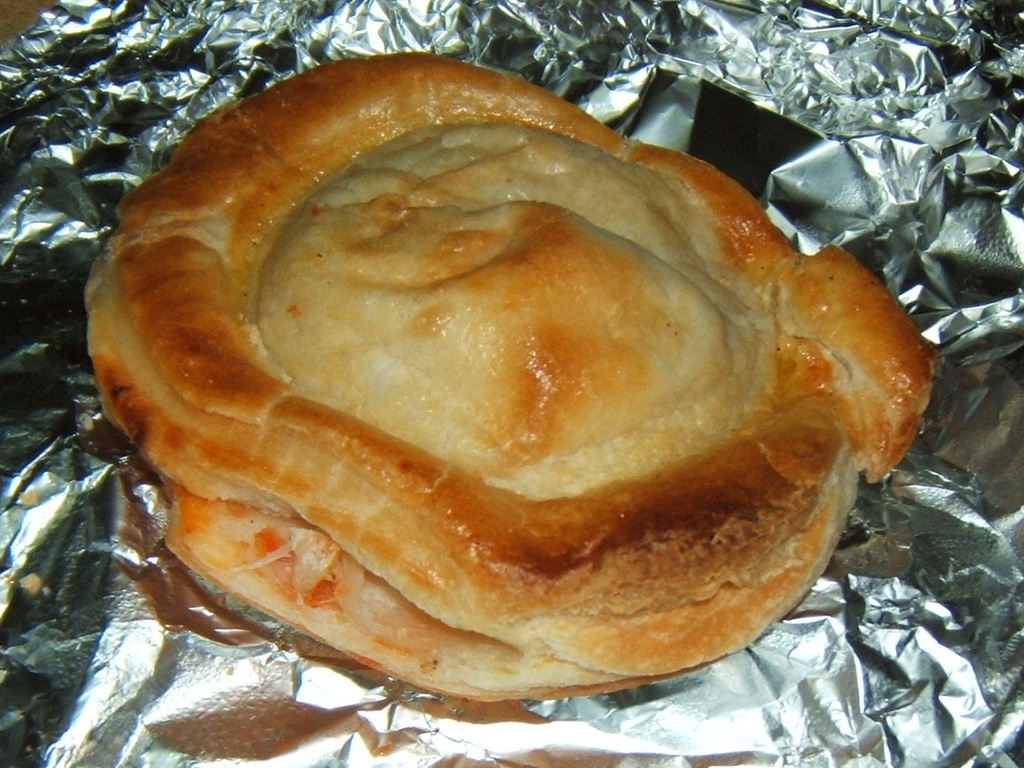
Rustico leccese. Pâte feuilletée garnie de mozzarella, béchamel, tomate, poivron et noix muscade

Il existe de nombreuses techniques de réalisation de la pâte feuilletée, qui diffèrent généralement par le nombre de plis ou de tours.
La méthode rapide (dite hollandaise) diffère de la méthode classique (dite française) par le fait que la matière grasse est directement incorporée à la détrempe au lieu d'être ajoutée seulement en début de tourage. Sa réalisation, plus simple, donne néanmoins une pâte moins légère et gonflée.
La méthode inversée consiste, elle, à envelopper l'abaisse de détrempe dans du beurre manié, c'est-à-dire à commencer par une abaisse de matière grasse au lieu d'une abaisse de détrempe. La pâte obtenue est ainsi plus fondante et friable.
En boulangerie (notamment pour les viennoiseries), on utilise une pâte feuilletée levée. Si la technique est la même, la détrempe réalisée est différente, puisqu'elle contient de la levure et parfois des œufs. La fermentation due à la levure permet d'augmenter le volume de pâte
Il existe des pâtes feuilletées dites non levées, principalement utilisées pour confectionner des fonds de tartes. Contrairement aux pâtes feuilletées levées, celles-ci ne comprennent pas de levures actives dans leur formulation, et n'ont donc aucune activité fermentaire. Le volume obtenu après cuisson est ainsi inférieur.
Une pâte feuilletée non levée est composée en majorité de farine de blé et d’eau. L’ajout de matière grasse lors de l’étape de mélange ou pétrissage est facultatif, il permet tout comme après un ajout d’eau, de diviser la matrice de pâte et de diminuer sa résistance afin de la rendre plus souple et extensible. Une quantité importante de matière grasse est incorporée à la pâte préalablement laminée au moment du tourage, celle-ci étant néanmoins inférieure à celle utilisée dans le cas de la fabrication de pâtes feuilletées. L’incorporation peut se faire selon différents modes et a une influence sur la qualité du feuilleté. Les types de matières grasses employés à ces fins sont des graisses solides à température ambiante telles que les margarines qui présentent jusqu’à 80 % de triglycérides, les shortenings, ou du beurre,.

## Utilisation

### Charcuterie pâtissière
- Bouchée à la reine,
- Vol-au-vent,
- Croûte aux morilles,
- Bœuf Wellington,
- Soupe aux truffes noires VGE,
- Feuilleté,
- Pâté en croûte,
- Pâté lorrain,
- Friand,
- Rissoles de Coucy,
- Croustade,
- Allumette,
- Tarte,
- Tourte,
- Empanada,
- Pastizz,
- Crobech,

### Viennoiseries

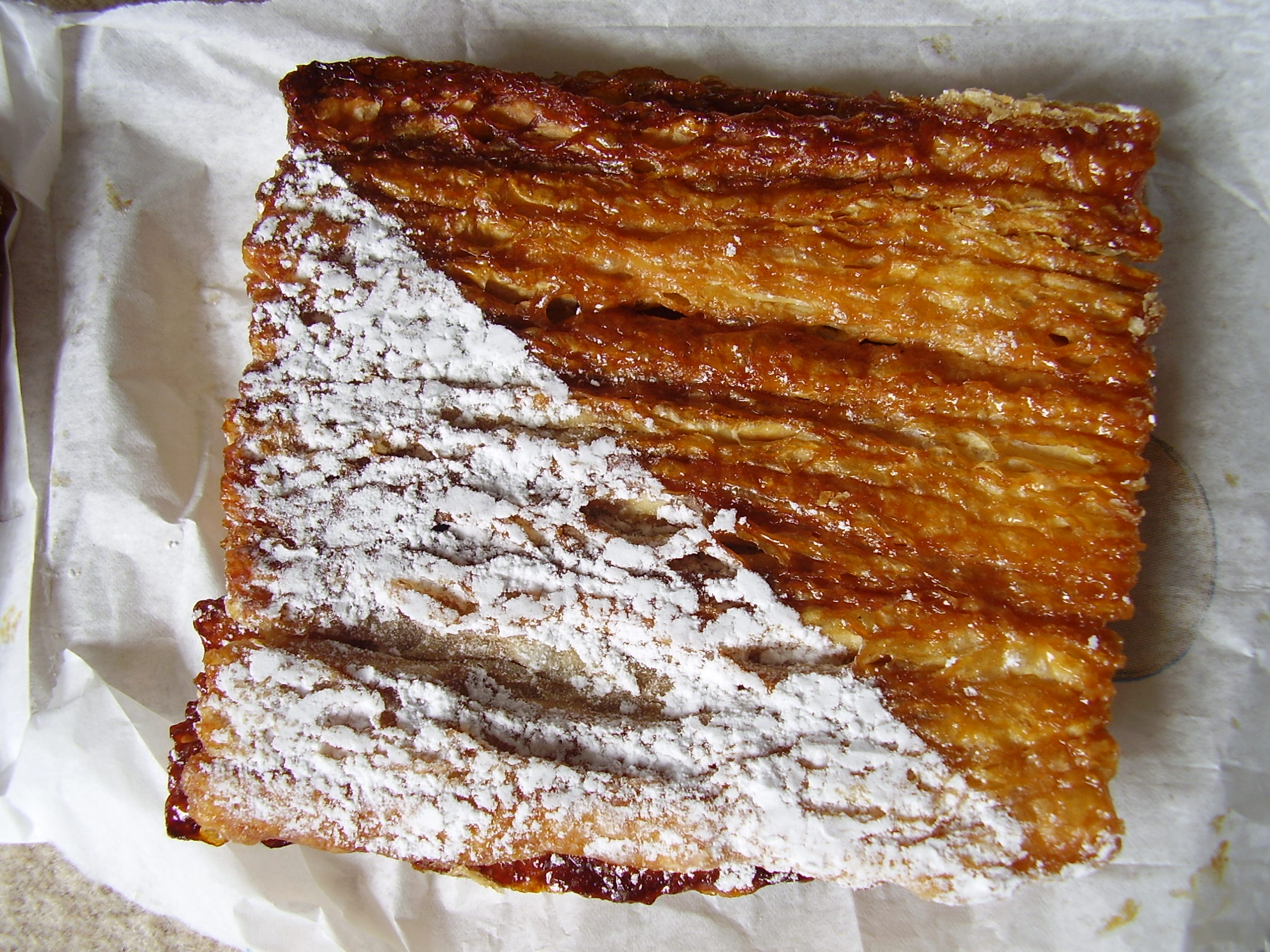
Paille nantaise.

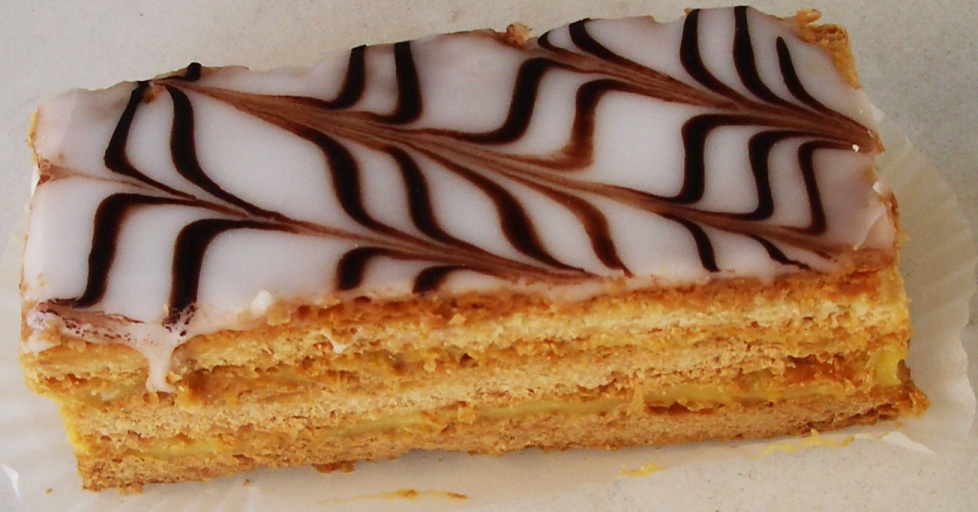
Mille-feuille.

- Croissant,
- Pain au chocolat / Chocolatine,
- Chausson aux pommes,
- Pain aux raisins,
- Palmier,
- Sacristain

### Pâtisseries
- Pithiviers,
- Galette des rois,
- Croustade,
- Mille-feuille,
- Pompe aux pommes,
- Piquenchâgne,
- Rombosse,
- Tarte conversation,
- Jésuite,
- Strudel,
- Baklava,
- Kouign-amann